# Brad Bagu
Bradley Bagu (* 18. Februar 1973 in Fernie, British Columbia) ist ein ehemaliger deutsch-kanadischer Eishockeyspieler.

## Karriere
Brad Bagu begann seine Karriere als Eishockeyspieler in der kanadischen Top-Juniorenliga Western Hockey League, in der er von 1989 bis 1992 für die Victoria Cougars und Regina Pats aktiv war. Anschließend pausierte der Verteidiger mehrere Jahre mit dem Eishockey, ehe er in der Saison 1996/97 für die Mannschaft des Mount Royal College auflief.
Sein Debüt im professionellen Eishockey gab der Rechtsschütze in der folgenden Spielzeit für die Brantford Smoke aus der United Hockey League, für die er jedoch nur ein Spiel bestritt. In der Saison 1998/99 stand Bagu für die El Paso Buzzards in der Western Professional Hockey League auf dem Eis, woraufhin er von den Hannover Indians aus der Oberliga verpflichtet wurde. Mit den Indians stieg er in der Saison 2000/01 in die Regionalliga ab. Mit den Niedersachsen gelang dem Kanadier jedoch der sofortige Wiederaufstieg in die Oberliga, in der er mit Hannover bis 2005 auflief. Anschließend verbrachte er drei Jahre bei deren Ligarivalen EV Ravensburg, mit dem er 2007 in die 2. Bundesliga aufstieg.
In der Saison 2007/08 erzielte der Rechtsschütze in insgesamt 55 Spielen 23 Scorerpunkte für Ravensburg. Trotz seines Stammplatzes in der 2. Liga kehrte er zur folgenden Spielzeit zu seinem Ex-Klub aus Hannover zurück, mit dem er 2009 in die 2. Liga aufstieg. Im Anschluss an die Saison 2009/10 beendete er seine Karriere.

## Erfolge und Auszeichnungen
- 2002 Aufstieg in die Oberliga mit den Hannover Indians
- 2007 Aufstieg in die 2. Bundesliga mit dem EV Ravensburg
- 2009 Aufstieg in die 2. Bundesliga mit den Hannover Indians